# Сейтбекова, Асылбубу
Асылбубу́ Сейтбе́кова (кирг. Асылбүбү Сейитбекова; 20 марта 1917 год, село Ак-Моюн — 1966 год, село Ак-Моюн, Ат-Башинский район, Нарынская область) — скотница колхоза имени Сталина Ат-Башинского района Тянь-Шаньской области, Киргизская ССР. Герой Социалистического Труда (1957). Заслуженный животновод Киргизской ССР (1955). Депутат Верховного Совета СССР 5-го созыва. 

## Биография
Родилась в 1917 году в крестьянской семье в селе Ак-Моюн.
С 1934 года трудилась разнорабочей и с 1948 года — скотницей в колхозе имени Сталина Ат-Башинского района. В 1954 году вступила в КПСС.
В 1956 году, обслуживая стадо крупного рогатого скота в 40 голов, достигла весового показателя в среднем по 455 килограмм. Указом Президиума Верховного Совета СССР от 15 февраля 1957 года за выдающиеся успехи, достигнутые в деле увеличения производства сахарной свеклы, хлопка и продуктов животноводства, широкое применение достижений науки и передового опыта в возделывании хлопчатника, сахарной свеклы и получение высоких и устойчивых урожаев этих культур удостоена звания Героя Социалистического Труда с вручением ордена Ленина и золотой медали «Серп и Молот».
Избиралась депутатом Верховного Совета СССР 5-го созыва от Совета Национальностей (1958—1962).
После выхода на пенсию проживала в родном селе, где скончалась в 1966 году.